# Thalfanger Bach
Der Thalfanger Bach ist der rechte Oberlauf der Kleinen Dhron im Hunsrück in Rheinland-Pfalz.

## Geographie

### Verlauf
Der Thalfanger Bach entspringt auf der Gemarkung Thalfang, fließt durch die Gemarkung Hilscheid und in Dhronecken von rechts mit deren längerem und einzugsgebietsreicherem linken Oberlauf Röderbach zur Kleinen Dhron zusammen. Der Thalfanger Bach unterquert am Ortsanfang von Thalfang die Hunsrückhöhenstraße (B 327). Von dort an begleiten im Tal rechts die Landesstraße L 153 und links die ehemalige Hunsrückquerbahn den Bach.
Der Oberlauf des Thalfanger Bach bis zur Einmündung des Marschtelerbaches in Thalfang wird auch als Langemer Bach bezeichnet.

### Zuflüsse
Zuflüsse flussabwärts gesehen:
- Klingelbach (links)
- Orte Bach (rechts)
- Marschtelerbach (rechts)
- Odenschützer Bach (rechts)
- Lochbach (links)
- Hohlbachsflößchen (links)
- Grödschbach (rechts)